# Kampf um unsere Sowjetukraine

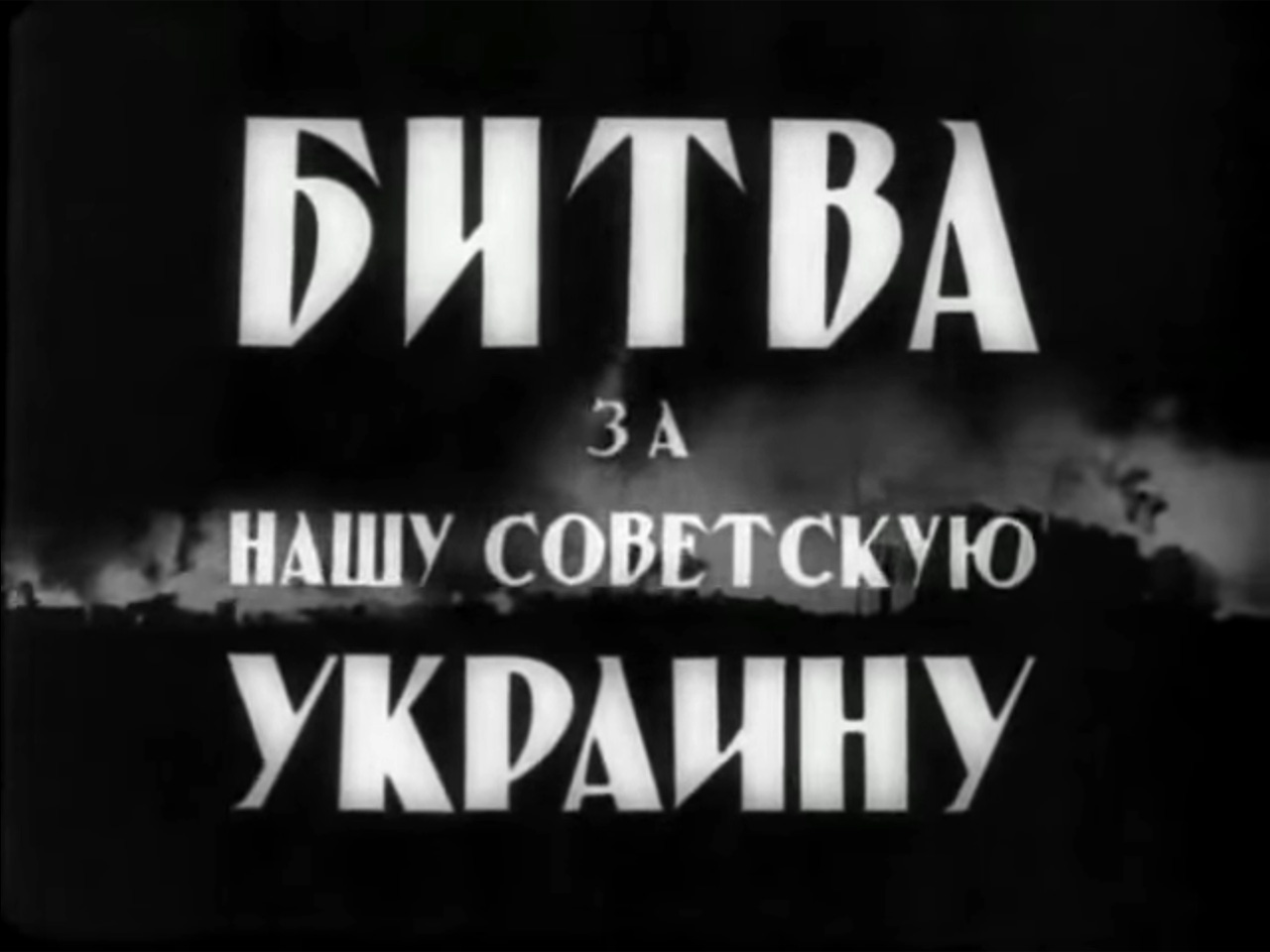
Filmposter von The Battle for the Our Soviet Ukraine (1943)

Kampf um unsere Sowjetukraine (Originaltitel: Битва за нашу Советскую Украину, Bitwa sa naschu Sowetskuju Ukrainu) ist ein sowjetischer Dokumentarfilm, der 1943 von dem Zentralstudio für Wochenschauen in Moskau und dem Ukrainischen Studio für Wochenschauen unter der Gesamtleitung von Oleksandr Dowschenko fertiggestellt wurde.

## Handlung
Der Film beginnt mit erschreckenden Bildern des bisherigen Verlaufs des Zweiten Weltkriegs in Europa. Es folgen Aufnahmen aus der bereits befreiten ukrainischen Stadt Kupjansk, wo Angehörige vor einem Massengrab, die durch deutsche Soldaten ermordeten Mütter, Väter, Kinder und Geschwister beweinen. Zu Aufnahmen einer Deutschen Wochenschau mit lachenden, marschierenden Soldaten der Wehrmacht spricht der Kommentator von den Hitlerischen Dreckskerlen, die eine Schande der Menschheit sind und fordert die Zuschauer auf sie zu hassen, zu verachten, das Erlebte nicht zu vergessen oder zu verzeihen.
Ein Rückblick auf die Geschichte der Ukrainischen Sozialistischen Sowjetrepublik zeigt fröhliche Menschen bei der Feldarbeit. Schön war die Ukraine vor dem Krieg und nie war sie so reich und prächtig, wie im Jahr des faschistischen Überfalls. In den Jahren der Sowjetmacht verwandelte sich die Ukraine zu einem führenden Land der Agrarkultur und einer mächtigen, fortschrittlichen Industrie. Allein das Dserschinski-Werk schmolz im Jahr mehr Stahl und Eisen aus, als alle Werke Polens zusammen. Das ukrainische Volk brachte mit seinen Leistungen in allen Bereichen der Volkswirtschaft eine Vielzahl führender Kader hervor. Die Arbeit wurde zu einer Frage der Tapferkeit und des Heldentums und die ersten Bestarbeiter der Sowjetunion kamen aus der Ukraine. Die Menschen der ganzen Sowjetunion nannten das Land, die blühende, sonnige Ukraine und sangen deren Lieder. Die Angliederung der alten Stadt Lwow an die Sowjetmacht, wurde als ein großes Ereignis des ukrainischen Volkes dargestellt. Doch auch Kiew wird bei den Erinnerungen an die Vorkriegszeit nicht vergessen. Es ist das Herz seines Volkes und ruft zu außerordentlichen Taten auf. Zu Bildern einer Demonstration in der noch unbesetzten Ukraine, mit Nikita Sergejewitsch Chruschtschow auf der Tribüne, fragt der Sprecher: Wo seid ihr jetzt? Wie viele von Euch begehen in deutscher Sklaverei ihr Schicksal? Wie viele sind umgekommen?
Doch die Ukraine steht in Flammen, Leichengeruch hängt in der Luft und die Menschen befinden sich auf der Flucht, nehmen das Vieh und die Fahrzeuge mit, sprengen Kraftwerke, Brücken und Fabriken, während die Deutschen immer weiter vorrücken. Sogar der Oberbandit Hermann Göring fährt in die Ukraine, um sich die Erfolge der Wehrmacht anzusehen. Aber die Städte werden durch die Ukrainer verteidigt, bei Odessa wurde fast die Hälfte der rumänischen Armee vernichtet. Jedoch unter dem Druck der deutschen Kräfte müssen sich die Verteidiger zurückziehen, was durch die sowjetische Marine abgesichert wird. Jetzt erhebt sich das ganze Volk in dem Willen der Freundschaft aller Sowjetvölker und der unverbrüchlichen Liebe zu seinem Führer Josef Stalin. Auch die Ukrainer ziehen, wie die anderen Völker, bis in den Ural, um dort eine erfolgreiche Verteidigungsindustrie aufzubauen. Mit diesen Waffen und dem Ruf „Für die Heimat – Für Stalin“ beginnt die Rote Armee die deutschen Eindringlinge nach Westen, in Richtung Ukraine, zurückzutreiben.
Einer der ersten ukrainischen Orte, die im Februar 1943 zurückerobert werden, ist Woroschilowgrad, in dessen Gebiet sofort nach der Befreiung mit dem Bestellen der Felder begonnen wird. Im Sommer rücken die Truppen weiter auf den Donbass und die Gebiete um Charkow  sowie Sumy vor. In den befreiten Gebieten erzählten die zurückgebliebenen Frauen unter Tränen der Kamera, was sie unter der deutschen Besatzung erleben mussten. Aufnahmen aus dem noch besetzten Wolhynien zeigen, wie ganze Dörfer von den Faschisten abgebrannt werden, weil die Bewohner den Partisanen geholfen haben sollen, denn in den Wäldern am rechten Dnepr-Ufer finden diese Unterschlupf. Der bekannteste Partisanenführer ist Generalmajor Sydir Kowpak, dessen guter Ruf sich in der gesamten Ukraine verbreitet hat. Zehntausende Soldaten, Waggons, Waffen, Ausrüstung, die meisten Brücken und Lagerhäuser werden durch die Partisanen der Ukraine vernichtet.
Nach der Panzerschlacht am Kursker Bogen gehen am 3. August 1943 die Steppenfront und die Woronescher Front der Roten Armee, trotz erbitterten Widerstands der Deutschen, zum Angriff über, um am 23. August 1943 nach mehreren kleineren Städten, Charkow, die zweitgrößte Stadt der Ukraine, zu befreien. Schwer ertragbare Bilder zeigen sich den Befreiern der Stadt, tote Straßen mit toten Häusern, verkohlte Mauern, ermordete Menschen. Wo einst große Fabriken und Werke standen, sind heute nur noch Ruinen zu sehen. Wie viele und welche Verbrechen die Besatzer in der Stadt verübten, ist unsagbar, doch sie reichen aus, um Deutschland für mehrere Jahrhunderte mit Verachtung und Schande zu brandmarken. Zeugen berichten von 400 Kämpfern und Offizieren, die in einem Militärhospital erschossen und verbrannt wurden, als die Rote Armee in einem vorhergehenden Kampf die Stadt räumen musste und es nicht mehr schaffte, die Patienten zu evakuieren. Es wird ein Massengrab gefunden, in dem 14 000 erschossenen Bürger Charkows verscharrt wurden. Eine Komsomolzin berichtet von den Folterungen der Gestapo während ihrer Haft. Ganze Familien, Namen und Sippen sind verschwunden, aber die, die lebendig und gesund geblieben sind, gehen mit Fahnen und Bildern der von ihnen verehrten Menschen auf die Straße, um ihre geliebte Rote Armee zu empfangen. Dazu gehören der Marschall der Sowjetunion Georgi Konstantinowitsch Schukow, der Armeegeneral Iwan Stepanowitsch Konew und der Generalleutnant Nikita Chruschtschow, die mit Blumen überhäuft werden. In einer anschließenden Ansprache wird dann dem Lehrer und Freund, dem großen Stalin gedankt.
In harten Kämpfen stoßen die Truppen des Generals Konstantin Konstantinowitsch Rokossowski auf die Stadt Tschernigow vor und nehmen die alte Kosakenhauptstadt Gluchow ein. Für die Bewohner ist das ein großer Feiertag und sie begrüßen ihre Befreier traditionell mit Brot und Salz. Immer mehr Städte werden befreit, in denen aber auch die Deutschen mehrere Felder von Friedhöfen ihrer eigenen Soldaten hinterlassen müssen. Das ist auch in Stalino so, wo Armeegeneral Fjodor Iwanowitsch Tolbuchin und General Gurow sich einen solchen ansehen. Besonders die Befreiung dieser Stadt hat einen hohen symbolischen Wert, der auch entsprechend gefeiert wird. Weitere von der Roten Armee eingenommene Städte sind Mariupol, Barwenkowo, wo es besonders blutige Kämpfe gab und Poltawa. Aber überall gibt es frohe Treffen der sowjetischen Soldaten, mit den geschundenen und erschöpften Bürgern. Noch viele Kämpfe liegen vor der Roten Armee, doch ist jetzt schon klar, dass ukrainische Volk wird, wenn auch unter Tränen, aus den schwersten Entbehrungen neu und stark hervorgehen.

## Produktion
Im Film wurden auch mehrere Aufnahmen der deutschen Wochenschauen verwendet.
In der Sowjetunion hatte der Film, der zu Beginn der Dreharbeiten den Arbeitstitel Brennende Ukraine trug, unter dem Titel Битва за нашу Советскую Украину im Jahr 1943 seine Premiere. In der DDR wurde er in der Retrospektive der Internationalen Leipziger Dokumentar- und Kurzfilmwoche im November 1966 gezeigt. In der Bundesrepublik Deutschland erfolgte eine Ausstrahlung im Deutschen Fernsehen durch den Sender N3 am 2. November 1973.